# Castiglione di Garfagnana
Castiglione di Garfagnana is een gemeente in de Italiaanse provincie Lucca (regio Toscane) en telt 1871 inwoners (31-12-2004). De oppervlakte bedraagt 48,6 km², de bevolkingsdichtheid is 38 inwoners per km².
De volgende frazioni maken deel uit van de gemeente: Chiozza, Campori, San Pellegrino in Alpe, Cerageto, Isola, Valbona, Piandicerreto en Mozzanella.

## Galerij

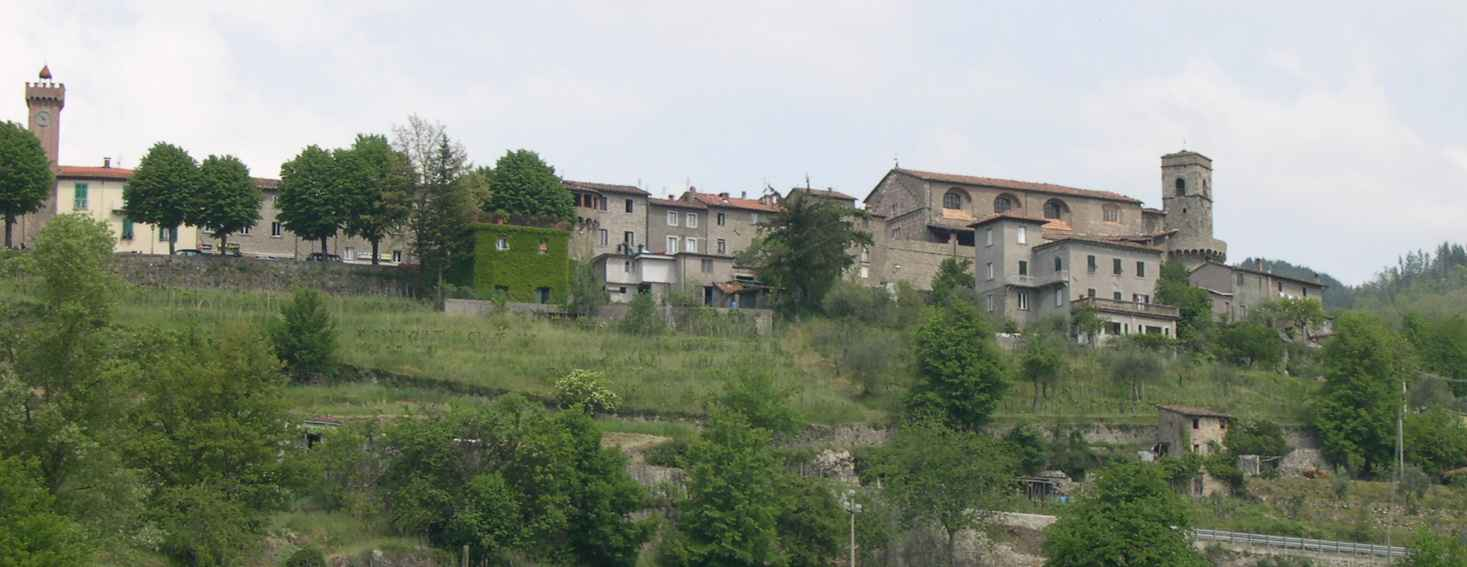
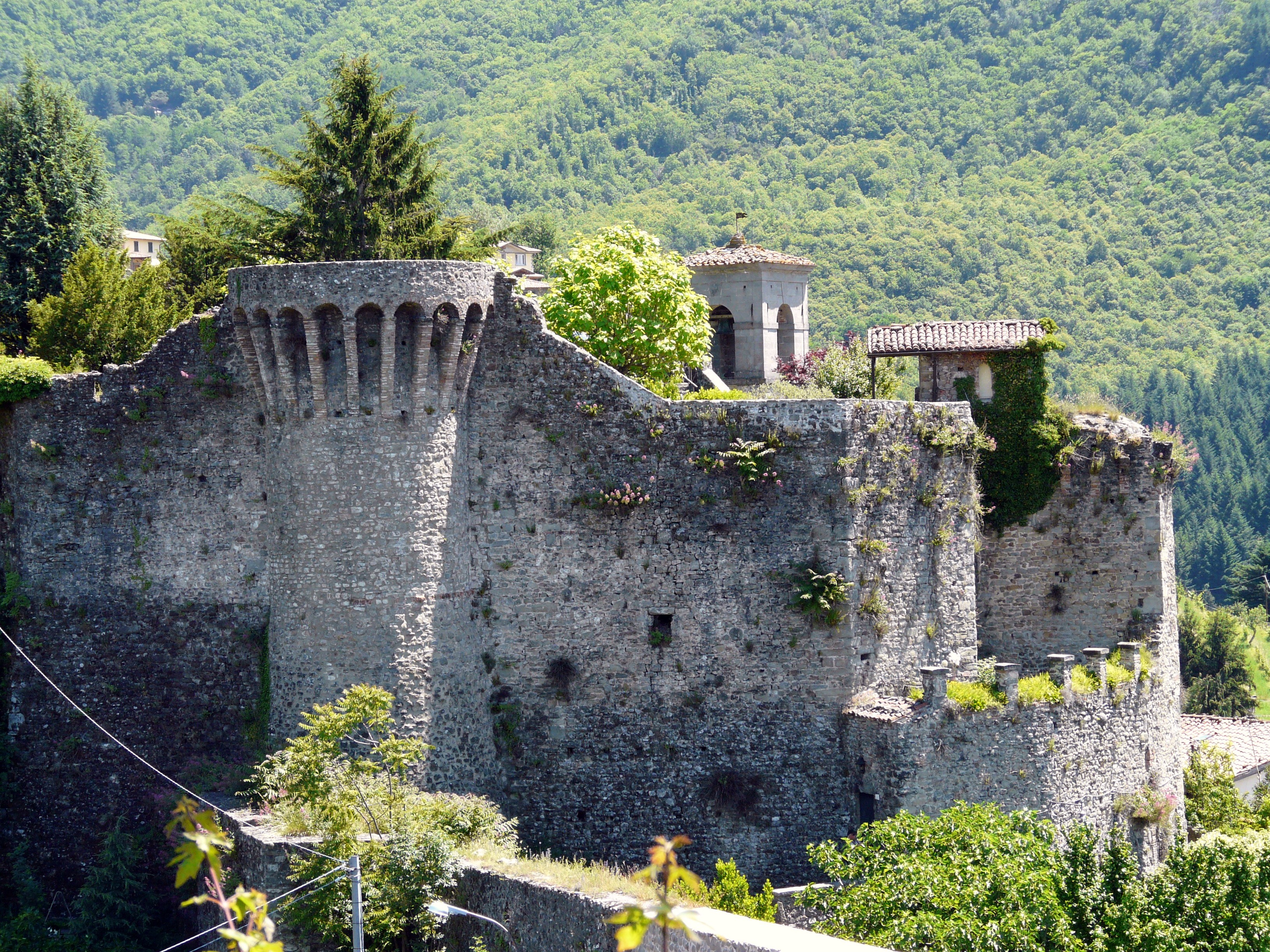

## Demografie
Castiglione di Garfagnana telt ongeveer 729 huishoudens. Het aantal inwoners daalde in de periode 1991-2001 met 6,3% volgens cijfers uit de tienjaarlijkse volkstellingen van ISTAT.
| Jaar | Inwoneraantal |
| ---- | ------------- |
| 1991 | 2016          |
| 2001 | 1890          |

## Geografie
De gemeente ligt op ongeveer 545 m boven zeeniveau.
Castiglione di Garfagnana grenst aan de volgende gemeenten: Frassinoro (MO), Pieve Fosciana, Pievepelago (MO), Villa Collemandina en Villa Minozzo (RE).